# Amtmand
For kongeriget Danmark, dvs. Nørrejylland og øerne, samt Norge og Island gælder:
En amtmand var en titel og et embede, der blev indført, da lenene 19. februar 1662 blev omdannet til amter.

## Ordets oprindelse
Julius Cæsar skrev i sin bog om gallerne, at de kaldte tjenerne ambacti, der på latin i ental blev til ambactus. På fransk udvikledes ordet "ambassadør" derfra. Indlånt til norrønt fik man ordet ambátt, der betød "tjenestepige", og blev videreudviklet til ordet "embede". På tysk fik man af samme ordstamme ordet "Amt", der også benyttes i moderne dansk. Ordene "ambassadør", "amtmand" og "embedsmand" har altså det samme keltiske ophav, men det første har taget omvejen om fransk, det andet om tysk, mens det tredje er nordisk.

## Funktion
Amtmanden var hovedsageligt en civil embedsmand, til forskel fra lensmanden, der også havde militær myndighed. I det hele taget blev en lang række beslutningsprocesser flyttet, så embedet var langt mindre indflydelsesrigt, samtidig med, at det var underlagt stiftamtmanden. Det var hovedsageligt besat af lokale adelsmænd. Efterhånden kom dog flere opgaver til, og i slutningen af 1700-tallet kom også købstæderne under amtmandens tilsyn.
Fra 1821 blev det et krav, at amtmænd og stiftamtmænd havde juridisk embedseksamen, hvilket medførte, at færre adelsmænd blev amtmænd.
Amtmanden var kongens repræsentant i amtet og et mellemled mellem kongen og befolkningen. Han skulle dels holde øje med, at lovene blev overholdt, og samtidig overvåge, at der ikke skete overgreb mod borgerne.
Med indførelsen af amtsråd i 1841 blev opgaverne i første omgang meget beskåret, men med grundloven i 1849 blev stiftamtmændene også amtmænd, så der også kom kirkelige opgaver som tilsyn og forvaltning af stiftsmidler ind i embedet. Endvidere varetog man en række retslige opgaver og kontrol med de lokale embedsmænd, herunder politiet.
Amtmanden var formand for amtsrådet og ansvarlig for udførelsen af amtsrådets beslutninger.
Med retsplejereformen af 1919 bortfaldt alle amtmandens beføjelser inden for domstole og politi. Der tilkom også nye opgaver, for eksempel sociale klagesager, og familieretslige sager begyndte at fylde mere.

## Moderne tid
Fra 1981 blev institutionen kaldt statsamter og amtmændene for statsamtmænd, men de havde stort set de samme opgaver.
Efter Kommunalreformen (2007) blev Statsamternes opgaver overført til Statsforvaltningerne, der er selvstændige regionale institutioner, som udfører statens opgaver i regionerne.

## Eksempler på amtmandens uniform
- Tegning til amtmandsuniform 1801. Godkendt af Christian VII
- Conrad Danneskiold-Samsøe i amtmandsuniform 1813
- Frederik Sporon i amtmandsuniform 1854
- Christian Ludvig Lundbye i amtmandsuniform i 1920'erne